# Passion hantée
Pour plus de détails, voir Fiche technique et Distribution.
Passion hantée ou La maison sur la falaise (The Haunting Passion) est un téléfilm britannico-canado-américain réalisé par John Korty et diffusée le 24 octobre 1983 sur NBC. 
En France, le téléfilm a été diffusé sous le titre Passion hantée le 15 janvier 1988 sur La Cinq. Rediffusion dans Secrets de femmes  le 11 octobre 1990 sur La Cinq. Rediffusion sous le titre Passion hantée dans Les Jeudis de l'angoisse le 25 mars 1993 sur M6.

## Fiche technique
- Titre original : The Haunting Passion
- Réalisation : John Korty
- Directeur de la photographie : Hiro Narita